# Pedicularis filicula
Pedicularis filicula är en snyltrotsväxtart som beskrevs av Adrien René Franchet och Carl Maximowicz. Pedicularis filicula ingår i släktet spiror, och familjen snyltrotsväxter. Utöver nominatformen finns också underarten P. f. saganaica.